# US Jeanne d'Arc Carquefou
US Jeanne d'Arc Carquefou is een Franse voetbalclub uit Carquefou. Het belangrijkste wapenfeit van de club is het behalen van de kwartfinales van de Coupe de France in 2008.

## Palmares
- Kampioen in de CFA2 (5e klasse) Groupe G : 2004
- Kampioen in de Ligue atlantique de football : 1994

## Geschiedenis
De sportclub Jeanne d'Arc de Carquefou is gesticht in 1922, in 1939 vormde het zijn voetbalafdeling. Drie jaar later ging de club samen met de Union Sportive de Carquefou tot de Union Sportive de la Jeanne d'Arc de Carquefou.
De club vegeteerde lange tijd in regionale afdelingen, maar kon in 1994 toch de nationale niveaus bereiken. Sindsdien speelt het in de CFA2 (niveau 5), met als uitzonderingen de seizoenen 1998-99, 1999-2000 en 2004-2005, toen USJAC in de CFA (niveau 4) speelde.
In de Franse beker bereikte de club vier keer de 1/32e finales (in 1994, 1997, 1998 en 2003), maar deed vooral van zich spreken in het seizoen 2007-2008. In 2009 werd de club kampioen en promoveerde naar de CFA en speelde daar drie seizoenen en promoveerde dan naar de Championnat National. In 2014 maakte de club bekend dat ze zich terugtrokken uit de competitie, ondanks een achtste plaats, omdat een derde opeenvolgende seizoen financieel te zwaar zou worden. De club ging verder spelen in de Division Honneur, de zesde klasse. 

### Coupe de France 2007/08
In 2008 maakte de club naam met enkele bekerstunts. Zo overleefde het voor de allereerste keer de 1/32e finales door te winnen van tweedeklasser FC Gueugnon, maar het piepkleine stadion van Carquefou ontplofte pas echt toen de lokale club in de 1/16e finale eersteklasser AS Nancy-Lorraine uitschakelde. In de volgende ronde week de club uit naar het Stade de la Beaujoire in Nantes om in de 1/8e finales topclub Olympique Marseille partij te geven. Ook deze wedstrijd wonnen de groenwitten (met 1-0), zodat in de kwartfinales die andere grote Franse club, Paris Saint-Germain wachtte. Voor de zesde keer in evenveel ronden werd Carquefou als thuisclub geloot, maar besloot weer om in het veel grotere stadion van Nantes te gaan spelen. Deze keer bleef succes echter uit, hoewel PSG zich tevreden moest stellen met één enkel counterdoelpuntje tegen de vijfdeklasser.
| Ronde        | Datum      | Tegenstander             | Uitslag    | Stadion                    |
| ------------ | ---------- | ------------------------ | ---------- | -------------------------- |
| 7e ronde     | 24/11/2007 | Ploermel FC              | 3 - 1      | Moulin Boisseau, Carquefou |
| 8e ronde     | 15/12/2007 | Les Genêts d'Anglet (IV) | 3 - 2 n.v. | Moulin Boisseau, Carquefou |
| 1/32e finale | 05/01/2008 | FC Gueugnon (II)         | 1 - 0      | Moulin Boisseau, Carquefou |
| 1/16e finale | 03/02/2008 | AS Nancy-Lorraine (I)    | 2 - 1 n.v. | Moulin Boisseau, Carquefou |
| 1/8e finale  | 19/03/2008 | Olympique Marseille (I)  | 1 - 0      | La Beaujoire, Nantes       |
| Kwartfinale  | 16/04/2008 | Paris St-Germain (I)     | 0 - 1      | La Beaujoire, Nantes       |